# Celkový organický uhlík
Celkový organický uhlík (z anglického Total Organic Carbon, TOC) je parametr ukazující množství organických látek přítomných v daném vzorku vody. Tento parametr je udáván v miligramech uhlíku na jeden litr vody. Jedná se o analytický skupinový ukazatel vyjadřující množství organických látek ve vodě, jenž je využitelný pro stanovení kvality vody a ke sledování emisí vypouštěných do vod.

## Zkratky
V literatuře se používá mnoho podobných zkratek:
- TC – Total Carbon – celkový uhlík
  - TIC – Total Inorganic Carbon – celkový anorganický uhlík
  - TOC – Total Organic Carbon – celkový organický uhlík
    - DOC – Dissolved Organic Carbon – rozpuštěný organický uhlík
    - POC – Particulate Organic Carbon – nerozpuštěný organický uhlík

Mezi těmito hodnotami platí následující vztahy:
- TC = TIC + TOC
- TOC = DOC + POC